# 2012年夏季奥林匹克运动会中国射箭队
参加2012年伦敦夏季奥林匹克运动会的中国射箭队共计20人，其中运动员6人，官员与工作人员6人，领队郎维。本屆奧運中國派出的6名運動員參與射箭的全部4個小項。2008年北京奧運張娟娟擊敗韓國選手贏得中國隊射箭第一面金牌。

## 人员构成
- 运动员：
  - 男子：戴小祥、刘招武、邢宇
  - 女子：程明、方玉婷、徐晶

- 官员：
  - 领队：张良（兼）
  - 教练员：赖永钦 田渝陵
  - 医生：刘宝富，管理：孟繁爱